# 装饰风艺术
装饰风艺术（法語：Art Decoratifs），另有“装饰派艺术”、“装饰艺术”、“艺术装饰风格”、“装饰艺术风格”等等译名，是第一次世界大战后首次出现在法国的一种视觉艺术、建筑和设计风格。装饰艺术是一种芜杂的风格，其渊源来自多个时期、文化与国度。从纵向的角度说，装饰风艺术似乎继承新艺术而来；从横向上看，它又和在两次世界大战之间蓬勃发展的现代运动并行发展并互相影响，尽管两者存在着本质分歧。一般说来，现代主义设计带有精英主义的、理想主义的、乌托邦式的立场，强调为大众服务，尤其是强调为中下阶层的劳动者服务，对装饰本身兴趣并不大，甚至怀有痛恨的态度。装饰风艺术却继承并维护了长期以来为赞助人服务的传统，其设计面向的对象是富裕的上层阶级，所采用的材料是精致、稀有、贵重的，尤其强调装饰别致优雅，与上层阶级的品味相符合。
装饰艺术影响了建筑、家具、珠宝、时装、汽车、电影院、火车、远洋轮船以及收音机和吸尘器等日常用品的设计。它的名字Art Deco是法文Arts Décoratifs的缩写，来自于1925年在巴黎举行的国际现代装饰艺术和工业艺术博览会（Exposition internationale des arts décoratifs et industriels modernes）。它将现代风格与精细的工艺和丰富的材料相结合。在其鼎盛时期，装饰艺术代表着奢华、魅力、奔放以及对社会和技术进步的信念。
装饰艺术是许多不同风格的混合体，有时是相互矛盾的，但为了追求现代而结合在一起。从一开始，装饰艺术就受到立体主义和维也纳分离派的大胆几何形体、野兽派和俄罗斯芭蕾舞团的鲜艳色彩、路易菲利普一世和路易十六时代家具的最新工艺、中国和日本、印度、波斯、古埃及和玛雅艺术的异国风格的影响。其特点是黑檀木、象牙等稀有昂贵的材料和精湛的工艺。20世纪20年代到30年代建造的纽约克莱斯勒大厦和其他摩天大楼都是装饰艺术风格的纪念碑。
20世纪30年代，在大萧条时期，装饰艺术风格变得更加沉稳。新材料开始出现，包括镀铬、不锈钢和塑料。这种新风格名为摩登流線型（Streamline Moderne），它最具代表性的特点是弯曲的形式和光滑，抛光的表面。装饰艺术风格是最早的真正的国际风格之一，但它的主导地位随着第二次世界大战的开始和严格的功能性和不加修饰的现代建筑风格以及随后的国际建筑风格的兴起而结束。

## 命名
装饰艺术（Art Deco）的名称，是装饰艺术的简称，来源于1925年在巴黎举行的国际装饰艺术和现代工业博览会（Exposition Internationale des Arts Décoratifs et Industriels Modernes），尽管在第一次世界大战之前，装饰艺术的各种风格已经在巴黎和布鲁塞尔出现。
1858年，装饰艺术一词首次在法国使用；发表在《法国摄影协会公报》（《de la Sociétéfrançaisede photographie》）上。1868年，《费加罗报》用"objets d'art décoratifs"（意为装饰艺术）一词来形容为歌剧院制作的舞台布景。1875年，法国政府正式赋予家具设计师、纺织品、珠宝和玻璃设计师等手工艺人艺术家的身份。为此，1766年在路易十六的领导下成立的皇家设计学院（Écoleroyale gratuite de dessin，其为艺术家和手工艺人提供有关美术的免费培训）被改名为国立装饰艺术学校（École nationale des arts décoratifs）。1927年，学校采用了现在的名字ENSAD（École nationale supérieure des arts décoratifs，国立高等装饰艺术学校）。
在1925年世博会期间，建筑师勒柯布西耶为他的杂志《新空间》（《L'Esprit Nouveau》）撰写了一系列关于展览的文章，标题为 “1925年世博：艺术装饰（1925 Expo: Arts Déco）”，这些文章被合并成一本书《今日装饰艺术》（《L'art décoratif d'aujourd'hui》）。该书对世博会上那些色彩缤纷、奢华的物品的过度行为进行了辛辣的抨击，并认为家具等实用物品不应该有装饰；他的结论是： "现代装饰即无装饰"。
直到1966年，Art déco这个词才真正出现在印刷品中，当时它出现在巴黎装饰艺术博物馆举办的第一个现代主题展览的标题中，名為"Les Années 25 : Art déco, Bauhaus, Stijl, Esprit nouveau"，该展览涵盖了20世纪20年代和30年代的各种主要风格。1966年，希拉里·格尔森（Hillary Gelson）在《泰晤士报》（伦敦，11月12日）上发表了一篇文章，描述了展览中的不同风格，当时就使用了"Art déco"一词。
1968年，当历史学家贝维斯·希利尔（Bevis Hillier）出版了第一本关于装饰艺术风格的重要学术著作《二十和三十年代的装饰艺术》时，装饰艺术便開始作为一个广泛适用的风格标签获得了流行。希利尔指出，这个词已经被艺术经销商使用，并引用《泰晤士报》（1966年11月2日）和《Elle》杂志（1967年11月）上一篇名为《Les Arts Déco》的文章作为先前使用的例子。1971年，希利尔在明尼阿波利斯艺术学院举办了一次展览，他在有关该展览的书《装饰艺术的世界》（《The World of Art Deco》）中详细介绍了这次展览。

## 起源

### 契机（1901-1913）
装饰艺术的出现与装饰艺术家地位的提高密切相关，在19世纪末之前，装饰艺术家一直被认为是简单的工匠。1875年发明的 "装饰艺术"（arts décoratifs）一词，使家具、纺织品和其他装饰品的设计师获得了正式地位。 装饰艺术家协会（Société des artistes décorateurs），或称SAD，成立于1901年，装饰风艺术家终于享有与画家和雕塑家相同的著作权。类似的运动在意大利也有发展。1902年在都灵举办了第一个完全以装饰艺术为主题的国际展览--"现代装饰艺术展"（Esposizione Internazionale d'Arte Decorativa Moderna）。几本致力于装饰艺术的新杂志在巴黎成立，其中包括《艺术与装饰》（《Arts etdécoration》）和《现代装饰艺术》（《L'Art décoratif moderne》）。装饰风艺术部分被引入了法国社会艺术家的年度沙龙（Sociéte des artistes français），以及后来的秋季沙龙。法国的民族主义也对装饰艺术的复兴起到了一定的作用；法国设计师们感觉到了日益增长的价格较低的德国家具出口所带来的挑战。1911年，SAD提议在1912年举办一个新的大型国际装饰艺术博览会，不允许复制旧风格的作品，只允许现代作品。这个展览一直推迟到1914年，后来因为战争的原因，又推迟到1925年，这时，它给整个风格家族命名为 "装饰风"（Déco）。
。

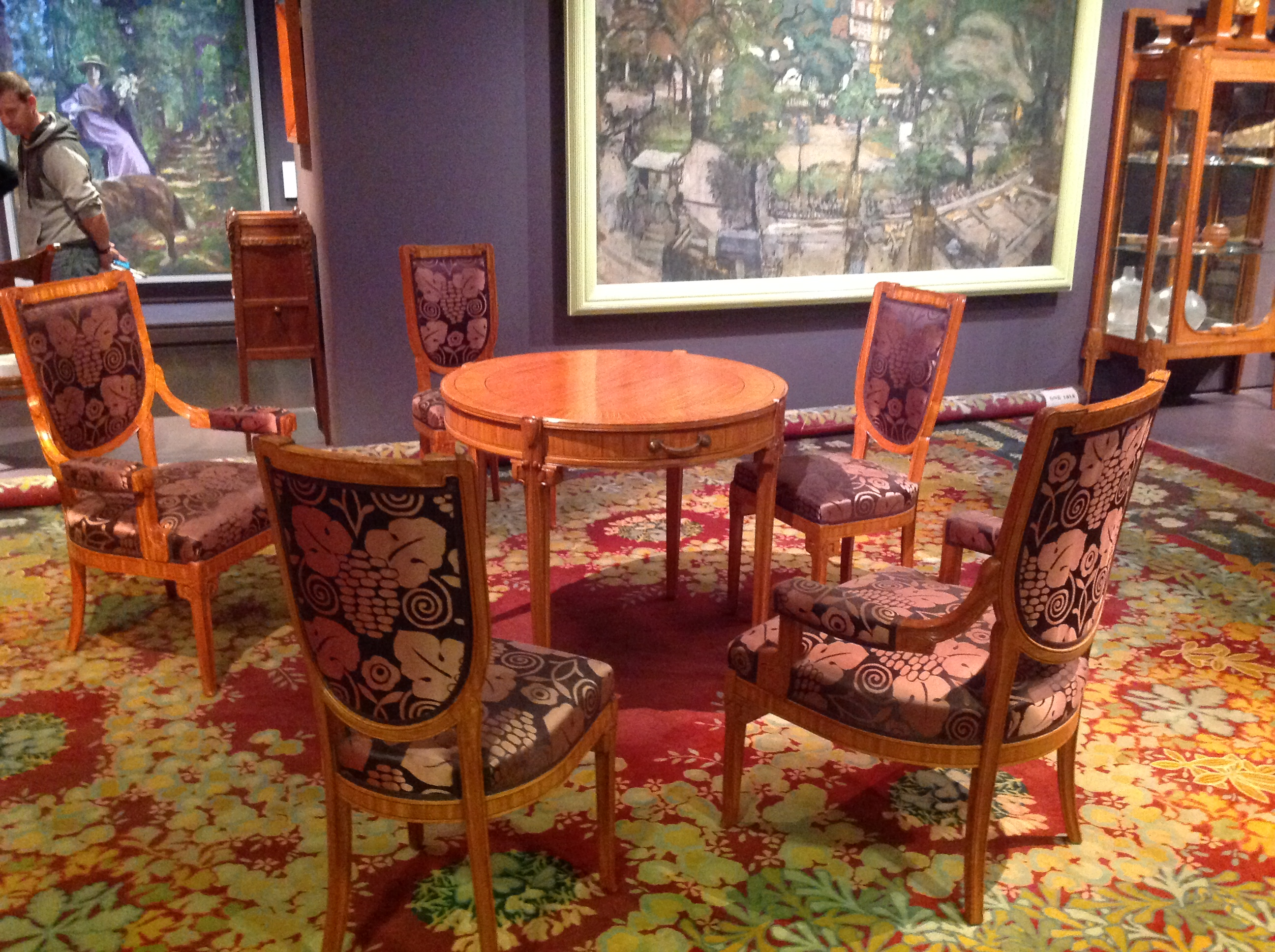
1912年装饰艺术家沙龙上由Maurice Dufrêne制作的桌椅和由Paul Follot制作的地毯。
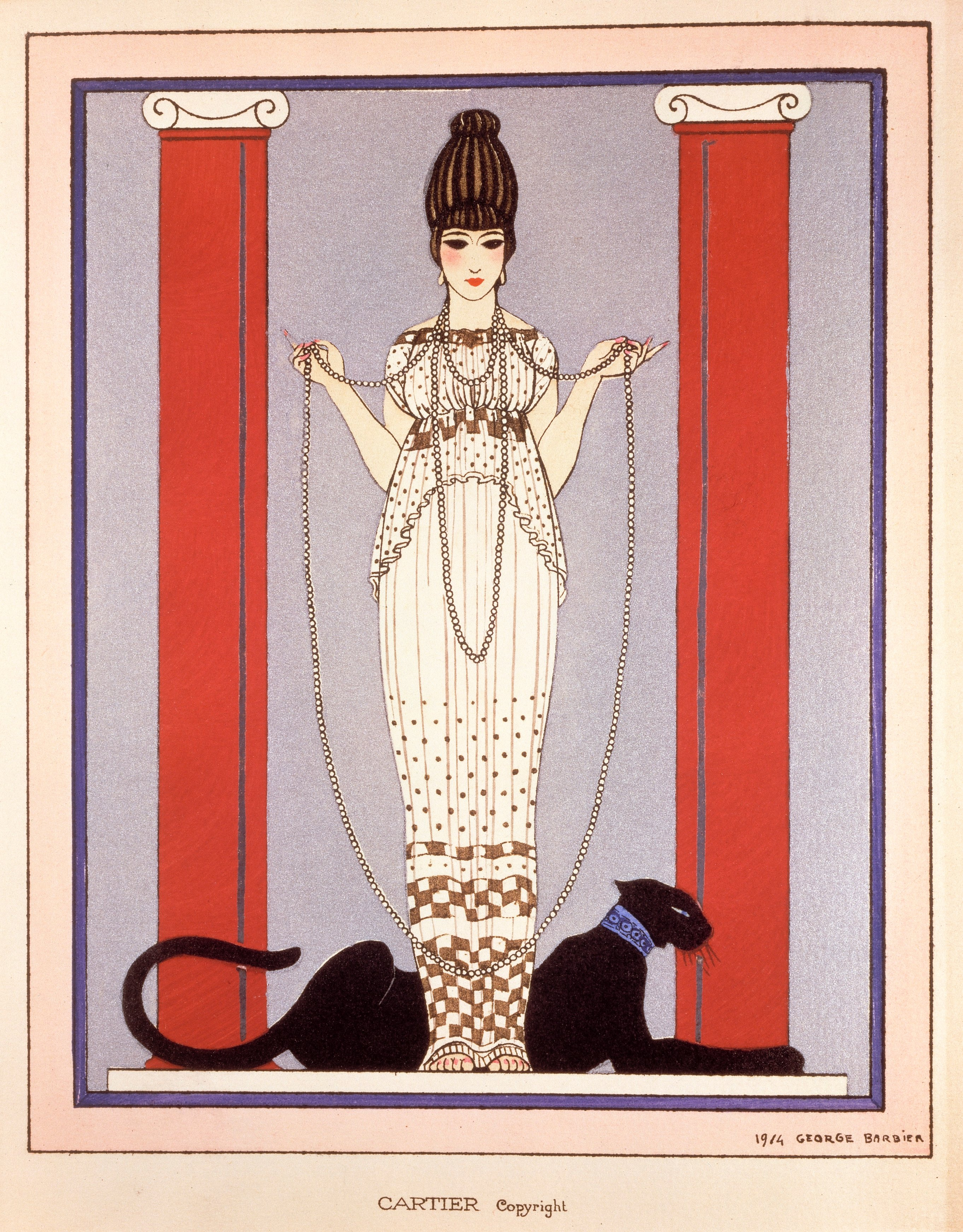
《黑豹夫人》，George Barbier为路易·卡地亚创作，1914年。卡地亚委托制作的展示卡展示了一位身穿保罗·波烈礼服的女性
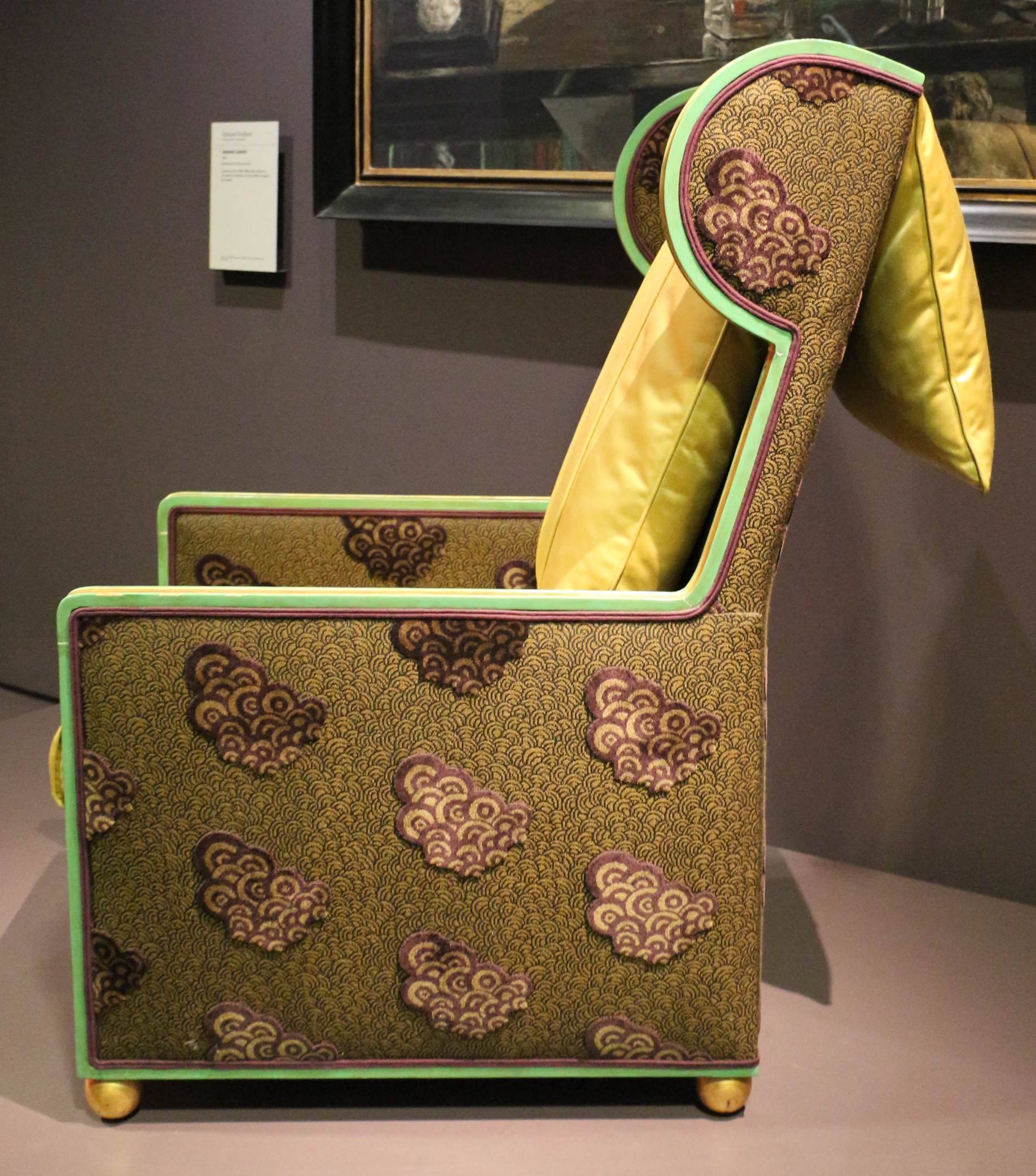
Émile-Jacques Ruhlmann制作的扶手椅（1914）（奥赛博物馆）

巴黎的百货公司和时装设计师也在装饰艺术的兴起中发挥了重要作用。包括行李箱制造商路易威登，银器公司昆庭（Christofle），玻璃设计师勒内·儒勒·拉利克以及珠宝商卡地亚和宝诗龙等成熟企业都开始设计更具现代风格的产品。从1900年开始，百货公司纷纷招募装饰艺术家到他们的设计工作室工作。1912年秋季沙龙的装饰工作就委托给了百货公司春天百货。同年，春天百货创建了自己的工作室"Primavera"。到1920年，Primavera雇佣了300多名艺术家。这些家具的风格从路易十四、路易十六的改进版本，特别是由路易苏（Louis Süe）和Primavera制作的路易菲利普家具，到卢浮宫百货商店工作室等更现代的样式。其他设计师，包括Émile-Jacques Ruhlmann和Paul Foliot拒绝使用大规模生产，并坚持每件作品都要单独手工制作。早期的装饰艺术风格以奢华和异国情调的材料为特色，如黑檀木、象牙和丝绸，色彩非常鲜艳，图案风格化，尤其是各色花篮和花束，给人一种摩登的感觉。

### 剧院时代 (1910–1913)

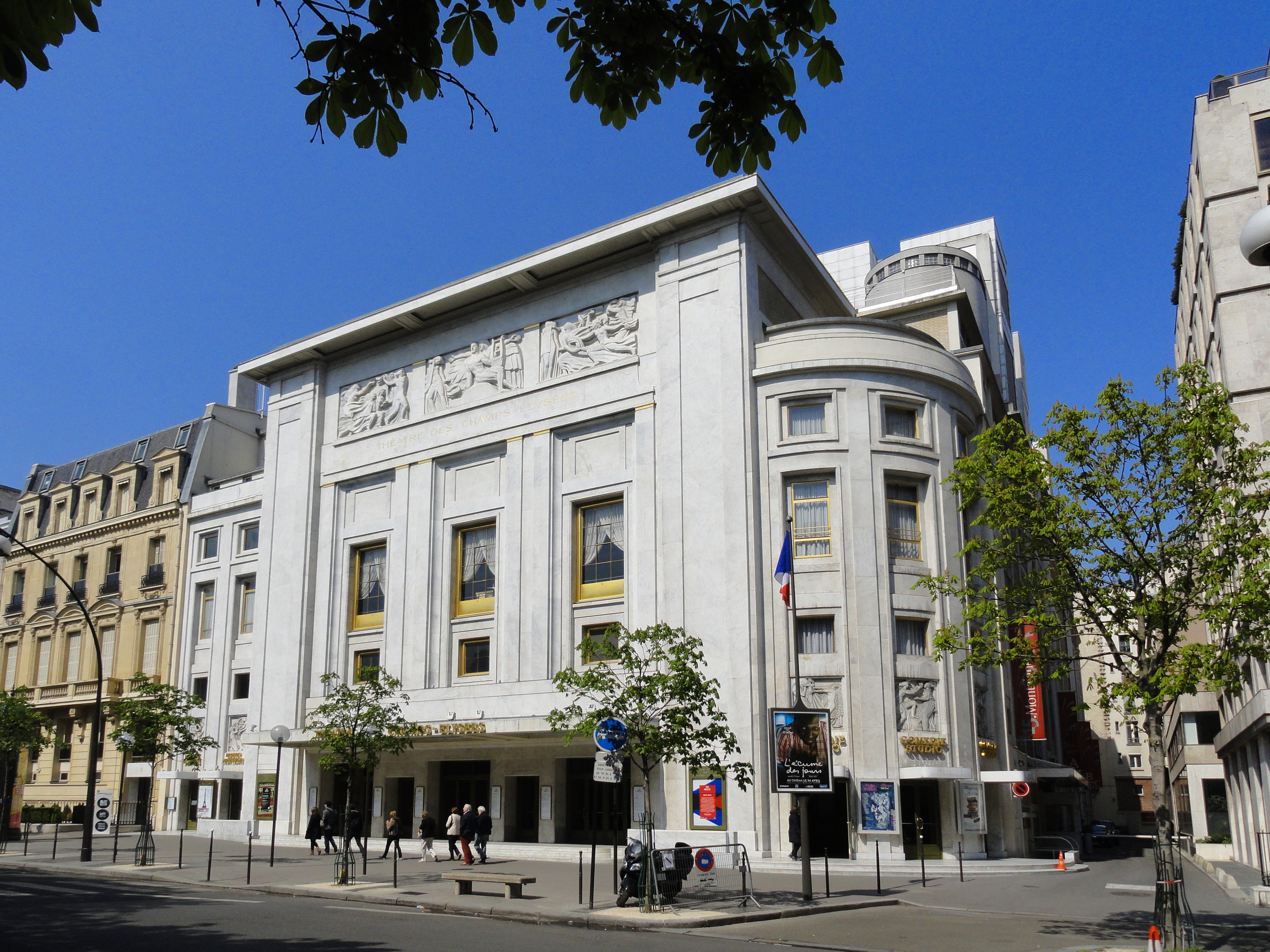
香榭丽舍剧院

奥古斯特·佩雷特的香榭丽舍剧院（1910-1913）是巴黎首座具有里程碑意义的装饰风艺术建筑。以前的钢筋混凝土只用于工业和公寓建筑，佩雷特在1903  到04年在本杰明富兰克林街上建造了第一座现代钢筋混凝土公寓楼。另一位重要的未来装饰风艺术建筑师亨利·索瓦奇（Henri Sauvage）于1904年在Trétaigne大街7号（1904年）建造了另一座建筑。从1908年到1910年，21岁的柯布西耶（Le Corbusier）在佩雷特的办公室担任起草员，学习混凝土施工技术。佩雷特的建筑有干净的矩形，几何装饰和直线，是装饰风艺术的代表符号。剧院的装饰也是革命性的：门面装饰着安托万·布德尔的艺术装饰雕塑，莫里斯·丹尼的圆顶，爱德华·维亚尔的绘画和Ker-Xavier Roussel装饰风艺术风格。该剧院因为俄派芭蕾的许多首演而闻名。 20世纪20年代，佩雷特和索瓦奇成为巴黎领先的装饰风艺术建筑师。

### 秋季沙龙 (1912-1913)
装饰艺术在刚诞生的1910年至1914年间，表现出一种爆炸式色彩的撞击。其色彩明亮且经常发生冲突，常常出现在家具装饰，地毯，屏风，壁纸和织物中的花卉图案里。 许多丰富多彩的作品，包括莫里斯·杜夫瑞恩的桌椅以及保罗·福洛的一张明亮的哥白林地毯，都在1912年的艺术沙龙展上展出。 1912 - 1913年，设计师阿德里恩·卡博斯基为艺术收藏家雅克·杜塞的狩猎小屋制作了一张带鹦鹉设计的花椅。家具设计师路易斯·萨（Louis Süe）和安德烈·马雷（André Mare）在1912年的“法国讲习班”展会上首次亮相，将彩色织物与异国情调的昂贵的材料（包括乌木和象牙色）相结合。 第一次世界大战后，他们成立了最著名的法国室内设计公司之一，为法国跨大西洋邮轮的头等客厅和船舱生产家具。
装饰艺术的生动色彩有许多来源，包括莱昂·巴克斯特为俄罗斯芭蕾舞团创作的异域风情的设计。它在第一次世界大战之前在巴黎引起了轰动。其中一些颜色受到亨利·马蒂斯领导的早期野兽派运动的启发，一些则来源于诸如索尼娅·德劳内等画家的俄耳甫斯主义的启发， 而其他则来源于称为“纳比派”的运动，以及设计壁炉屏幕和其他装饰物的象征主义画家奥迪隆·雷东的作品。明亮的色彩是时装设计师保罗·波烈的作品中的一个特色，他的作品影响了装饰艺术风格和室内设计。

### Cubist House (1912)
被称为立体主义的艺术风格于1907年至1912年间出现在法国，影响了装饰艺术的发展。而在保罗塞尚的影响下，立体派人士对形式简化的几何要素感兴趣：圆柱体，球体，圆锥体。
1912年，艺术家们在艺术展“黄金分割” 展出的作品比普通毕加索和布拉克的立体主义更容易被普通大众接受。立体派词汇会吸引时尚、家具和室内设计师。
在1912年，安德烈·维拉的著作《新艺术风格》发表于《装饰艺术》杂志上。其中，他表达了对新艺术风格形式的反对（不对称、多色彩和风景如画），并提倡将最终成为装饰艺术中常见主题的自愿简单化，明显对称，秩序与和谐; 尽管随着时间的推移，装饰风格往往变得更加色彩丰富且多元，但会变得更简化。
在1912年秋季艺术沙龙的装饰艺术展区，展出了一座称作“立体派房子”的建筑装置。其门面由雷蒙德·杜尚·维伦设计。 房子的装饰由路易斯·萨和安德烈·马雷的公司完成，他们于1912年创立了一家名为“法国讲习班”的公司。“立体派房子”是一个带有门面，楼梯，锻铁栏杆，卧室和客厅的家具装置 ——在资产阶级的客厅中，悬挂着画家艾伯特·格利泽斯（ Albert Gleizes），让·梅青格尔，玛丽·洛朗桑（Marie Laurencin），马塞尔·杜尚（Marcel Duchamp），费尔南·莱热（Fernand Léger）和罗杰·德·拉·弗雷纳耶（Roger de La Fresnaye）的画。 数以千计的观众在沙龙中经过了这个全尺寸模型。
由杜尚·维翁设计的房屋外立面并不像现代标准那样激进，门楣和三角墙有棱柱形状，但其他方面则与当时的普通房子类似。房间由马雷配上新路易十六和路易菲利普风格的椅子和沙发，更新了更多的棱角，由此使其下摆与立体派绘画一致。评论家埃米尔·塞迪恩（Emile Sedeyn）在《艺术设计》杂志中描述了马雷的工作：“他不会因为简单而让自己难堪，因为他可以在任何地方摆上花朵。他寻求的效果显然是一种美丽和快乐。他实现了它。 立体派元素被画作展现得淋漓尽致。尽管它已经改良，一些批评家仍然攻击它的装置为及其激进，但这其实有助于它最终的成功。这种建筑装置随后在1913年于纽约，芝加哥和波士顿的“军械库展览”展出。多亏了展览，“立体主义”一词开始适用于现代的任何事物，从女性理发，服装到戏剧表演等方面。
立体主义风格在装饰艺术中延续，即使装饰艺术开始向其他方向发展。1927年，立体派艺术家约瑟夫·恰基（Joseph Csaky），雅克·利普契兹（Jacques Lipchitz），路易斯·马库锡（Louis Marcoussis），亨利·劳伦斯（Henri Laurens），雕塑家古斯塔夫·米克洛斯（Gustave Miklos）等人合作装饰了由建筑师保罗·拉德（Paul Ruaud）设计的一间工作室，位于圣詹姆斯街，塞纳河畔讷伊。它曾被法国时装设计师雅克·杜塞（Jacques Doucet）拥有，也曾属于一位亨利·马蒂斯的后期印象派艺术和立体派绘画（包括他从毕加索工作室直接购买的《阿维尼翁的少女》）收藏家。劳伦斯设计了喷泉，恰基设计了杜塞的楼梯， 利普契兹制作了壁炉架，而马库锡制作了一个立体派地毯。
除了立体派艺术家外，杜塞还邀请了其他装饰室内设计师帮助装饰房子，包括负责组织的皮耶·夏洛（Pierre Legrain）和负责提供家具的保罗·艾里布（Paul Iribe），马塞尔·科尔德（Marcel Coard），安德烈·格鲁（AndréGroult），艾琳·格雷（Eileen Gray）和罗斯·阿德勒（Rose Adler）。 装饰包括受非洲艺术灵感启发的马赛克乌木制成的巨大件，以及覆盖着摩洛哥皮革，鳄鱼皮和蛇皮以及非洲设计图案的家具。

## 影响
装饰艺术不是一种单独的风格，而是一系列不同的，有时矛盾的风格的组成。在建筑中，装饰艺术是对新艺术风格的继承和反对。新艺术风格在1895年至1900年间在欧洲蓬勃发展，并逐渐取代在欧美建筑中占主导地位的布杂艺术和新古典主义艺术。 1905年，欧仁·格拉塞（Eugène Grasset）撰写并出版了《装饰方法》，《直线元素》。在其中，他系统地探索了几何元素，形式，图案及其变化，并与赫克多·吉马德（Hector Guimard）早些年在巴黎很受歡迎的新艺术风格做对比（或是背离）。格拉塞强调，简单的几何形状，如三角形和方形是所有构图的基础。奥古斯特·佩雷（Auguste Perret）和亨利·索韦奇（Henri Sauvage）的钢筋混凝土建筑，特别是香榭丽舍剧院，提供了一种新的建筑和装饰形式并被复制到世界各地。
在装饰艺术中，许多不同的风格被借用和使用。 它们包括来自世界各地的前现代艺术，并可在卢浮宫博物馆，人类博物馆和非洲艺术博物馆观赏。由于在庞贝古城、特洛伊以及第十八王朝法老图坦卡蒙墓地进行的发掘工作，人们对考古学也倍感兴趣。艺术家和设计师将古埃及，美索不达米亚，希腊，罗马，亚洲，中美洲和大洋洲的图案与机器时代元素结合了在一起。
其他借鉴的风格包括俄罗斯建构主义，意大利未来主义，俄耳浦斯主义，功能主义以及一般现代主义。装饰艺术也使用了野兽派的冲突色彩和设计，特别是在亨利·马蒂斯（Henri Matisse）和安德烈·德朗（André Derain）的作品中，这些作品的灵感来自艺术装饰纺织品，墙纸和彩绘陶瓷的设计。装饰艺术采用了该时期高级时尚词汇的想法，其中包括几何图案，人字形，锯齿形和花束的风格化花束。它也受到埃及学的发现，以及对东方和非洲艺术日益浓厚的兴趣的影响。 从1925年起，它经常受到对飞机，汽车和海洋轮船等新机器的热情的启发，并且到1930年，这种影响导致了流线型现代风格。

## 图集

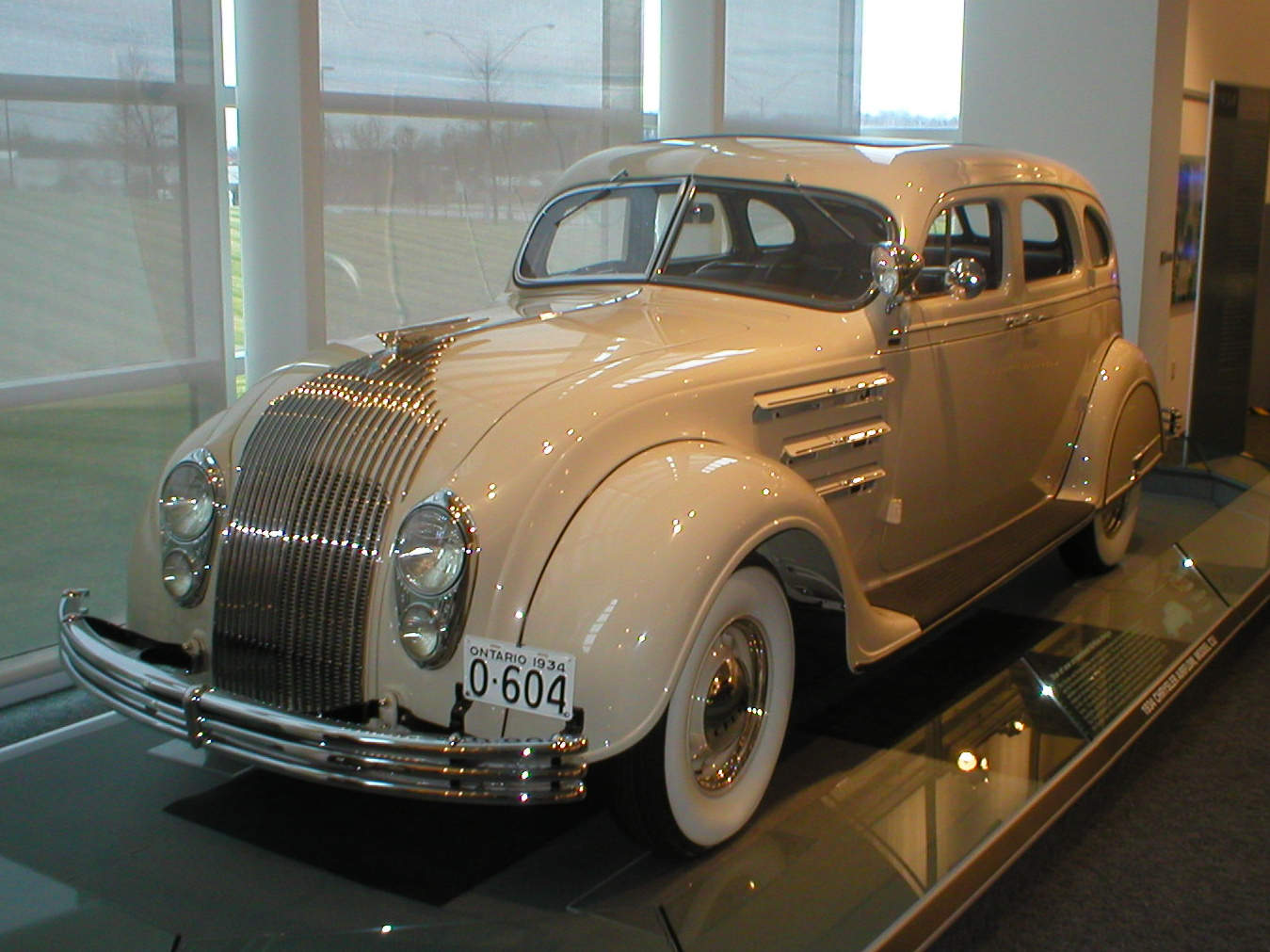
克莱斯勒Airflow轿车, 1934年
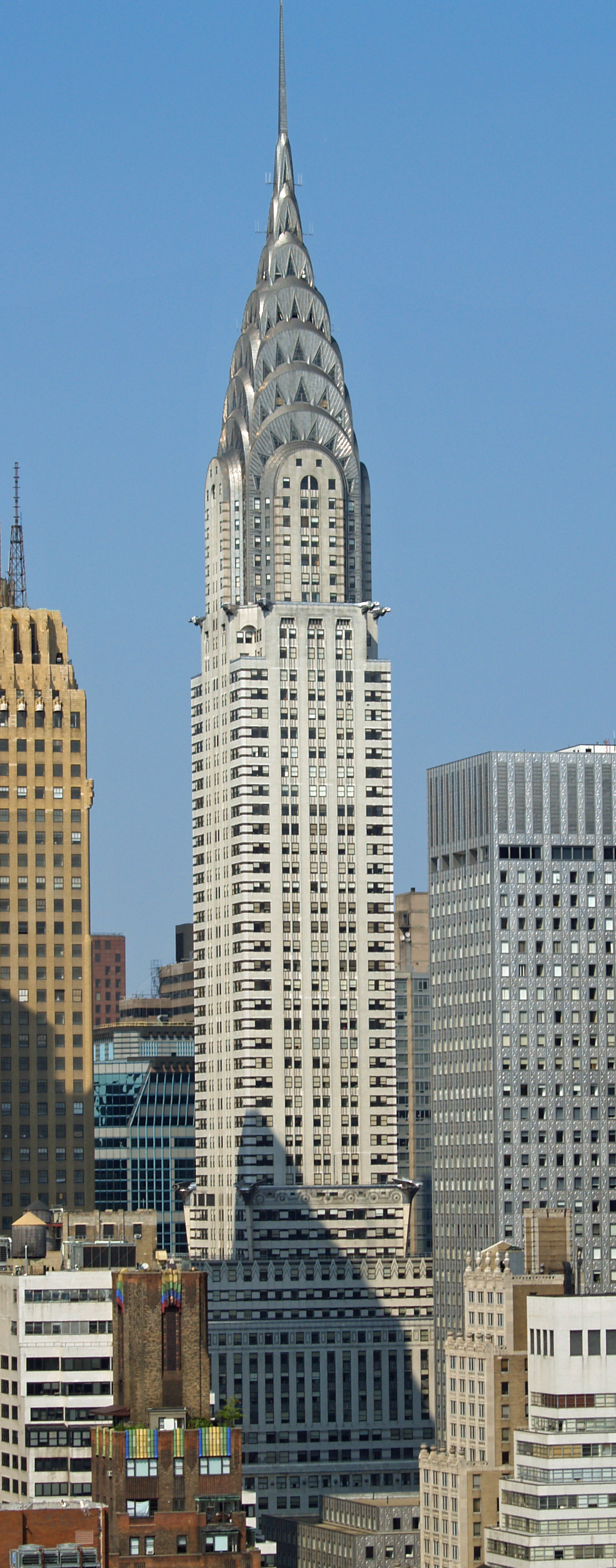
克萊斯勒大廈，1930年
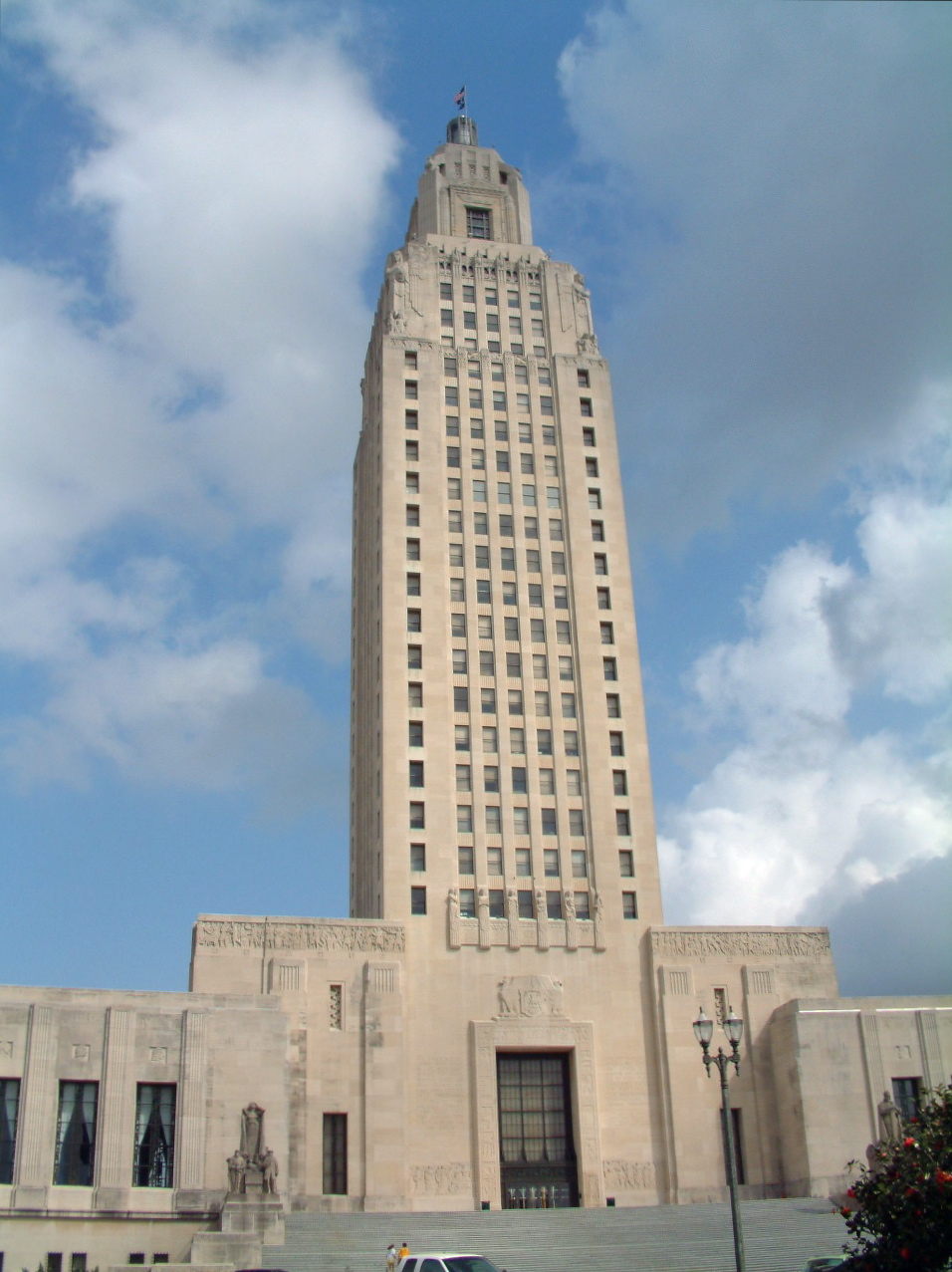
路易斯安那州议会，巴吞鲁日，1930~1932年
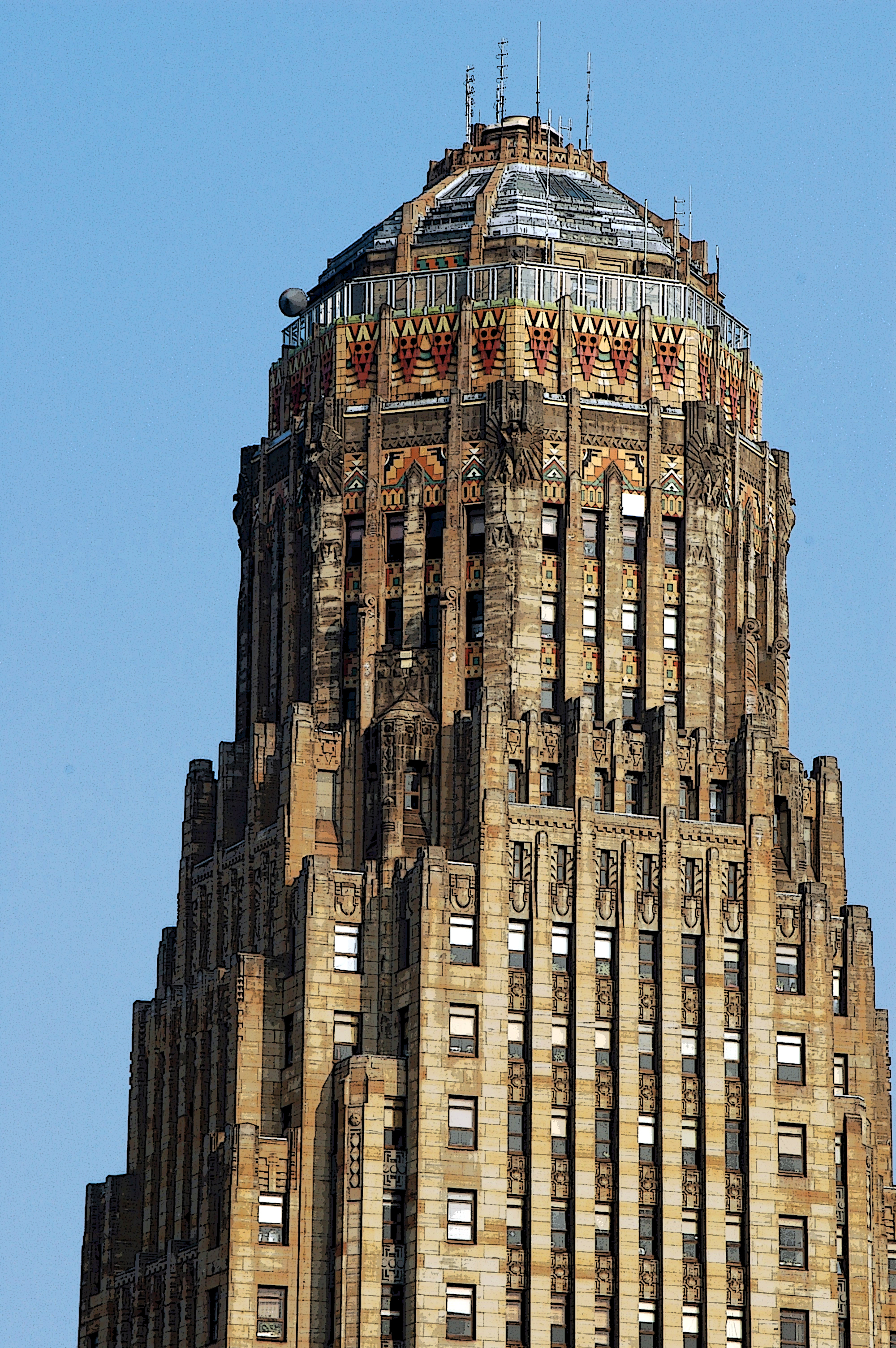
水牛城市政廳，1931年
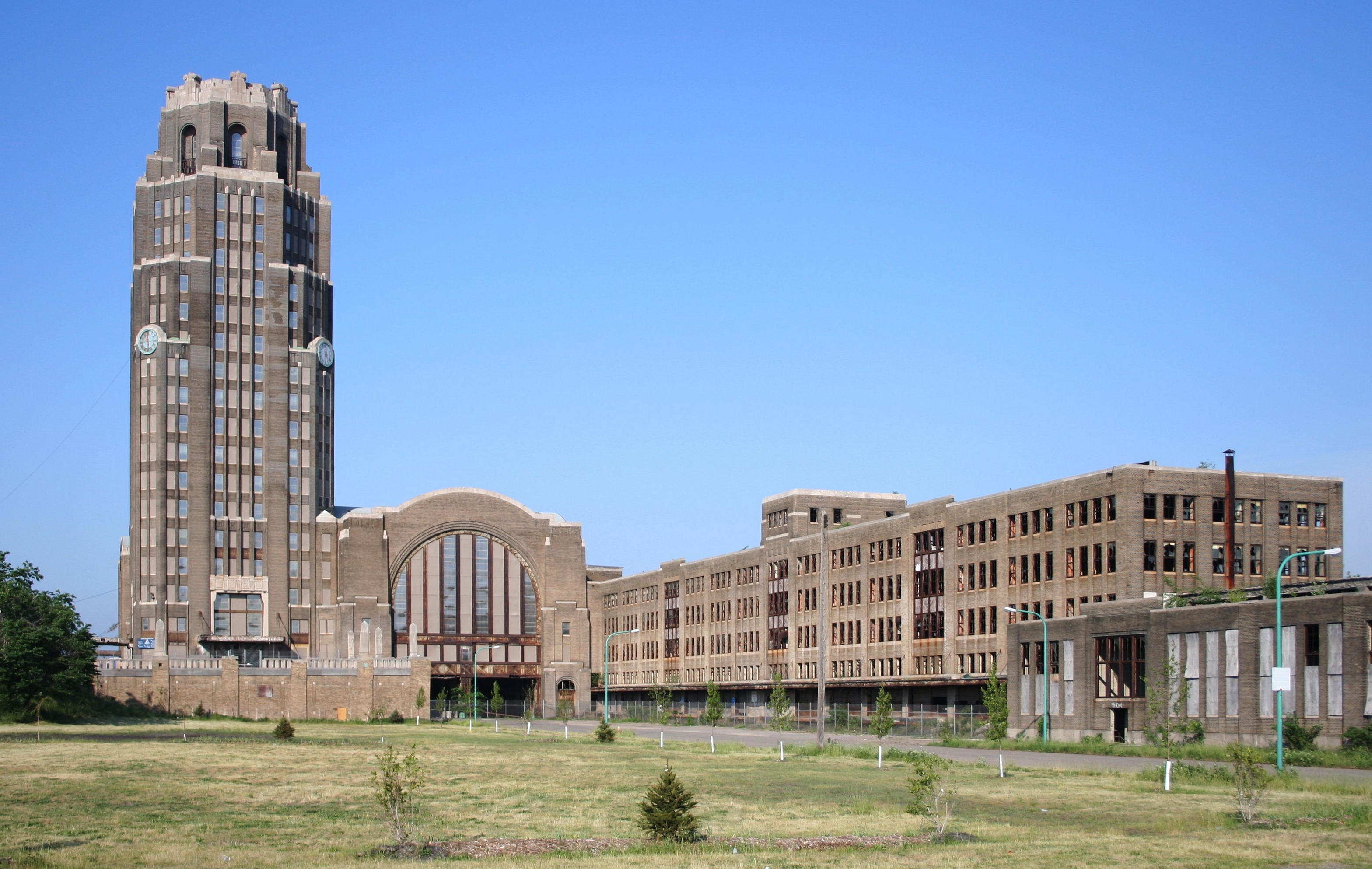
水牛城中央车站，1929年
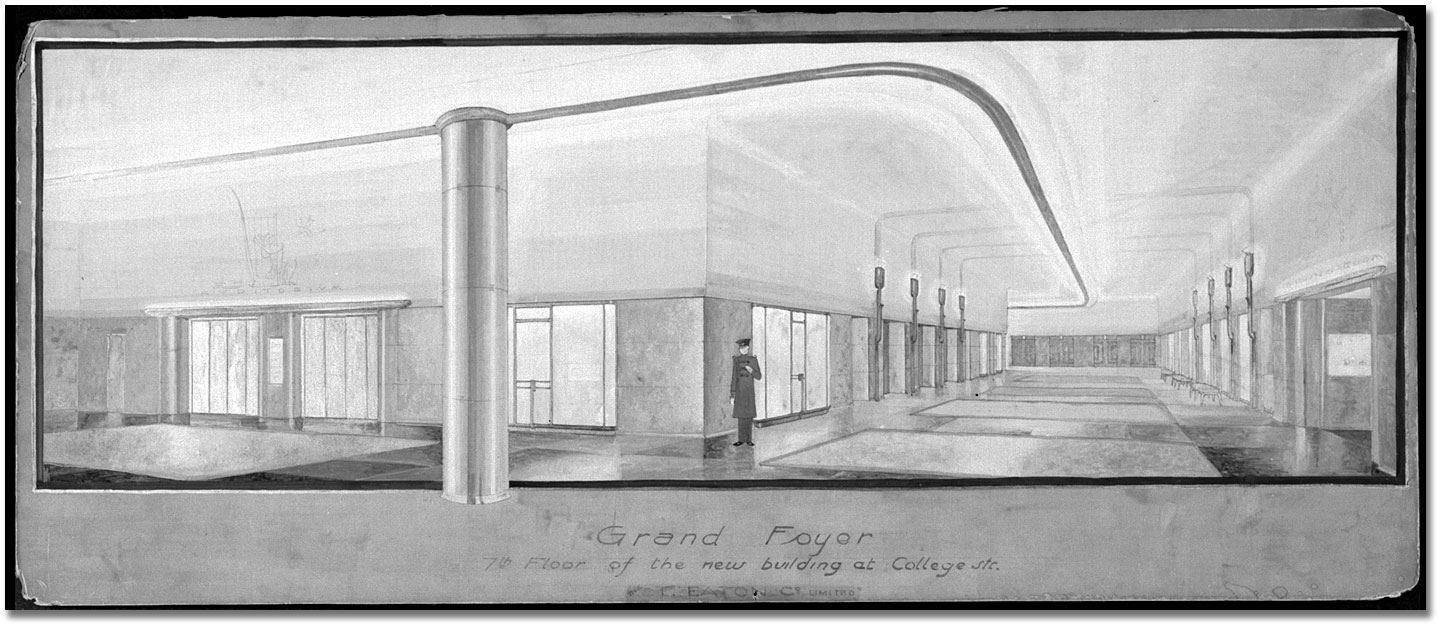
多伦多学院街伊顿百货公司（College Park（英语：College Park (Toronto)））的内部装饰
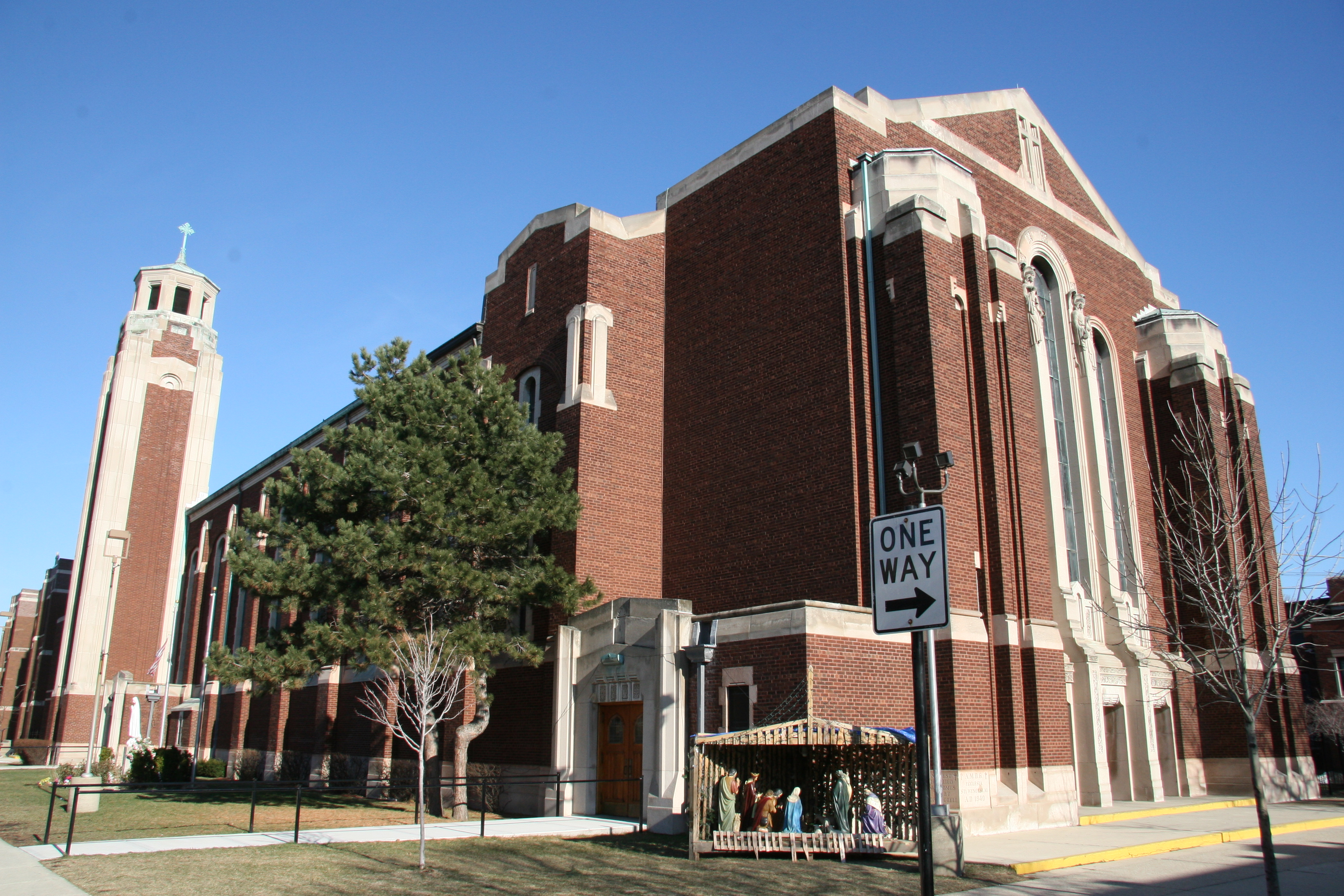
芝加哥天主教圣文策老堂（St. Wenceslaus），1942年
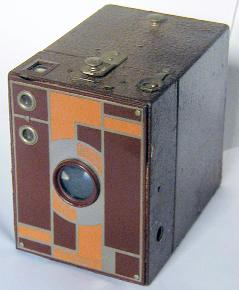
Walter Dorwin Teague为伊士曼柯达公司设计的Beau Brownie照相机
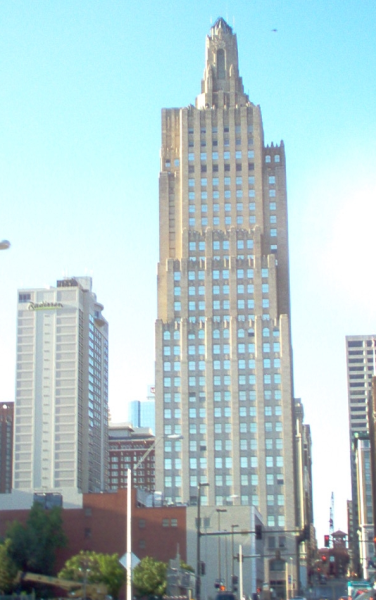
堪萨斯城电力与照明大厦
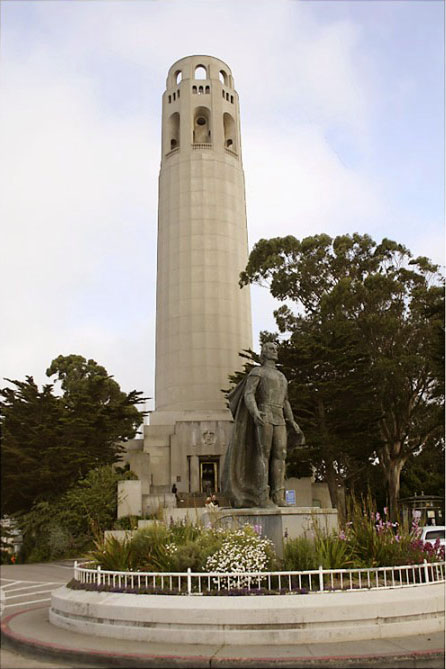
旧金山科伊特塔
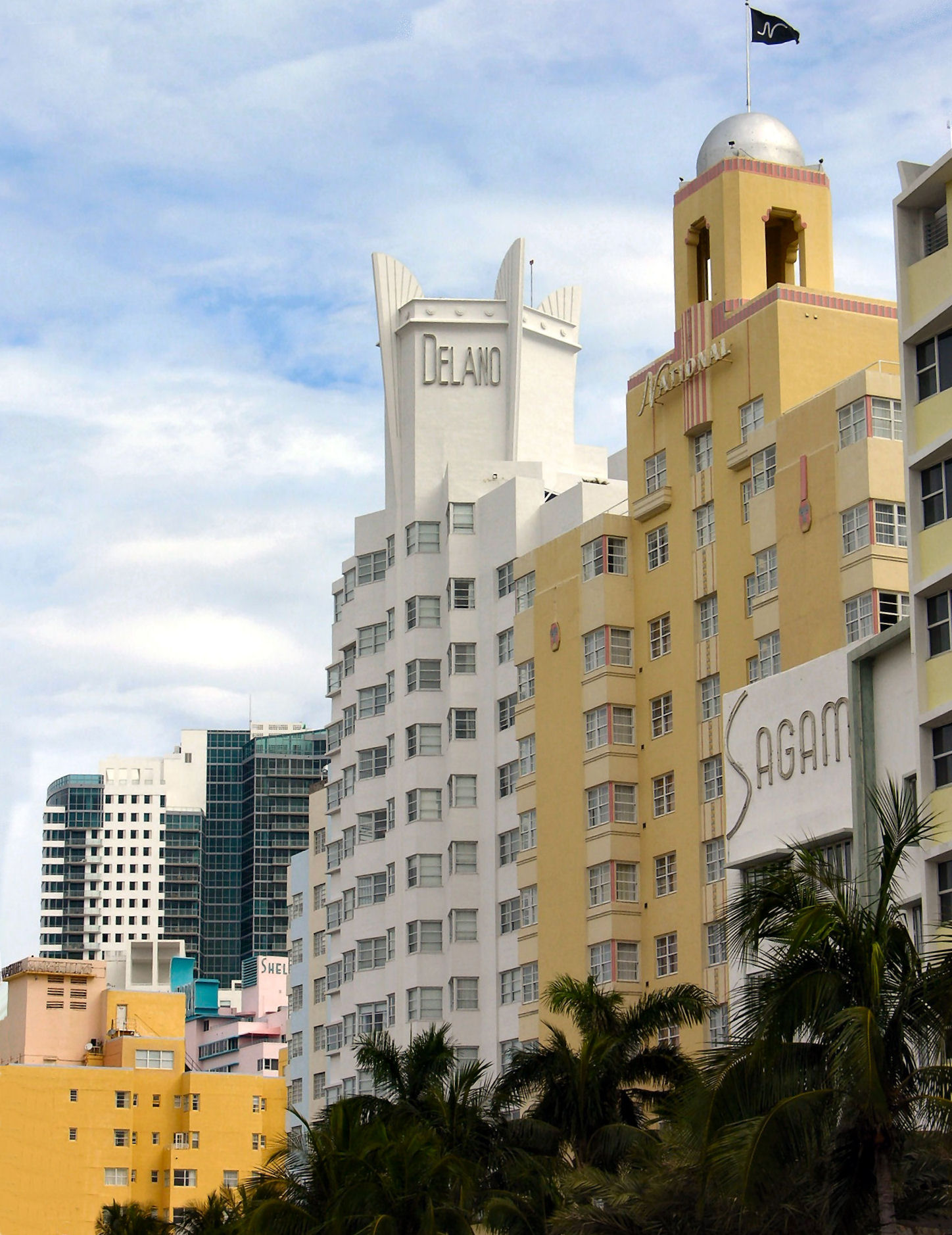
迈阿密海滩柯林斯大道的旅馆
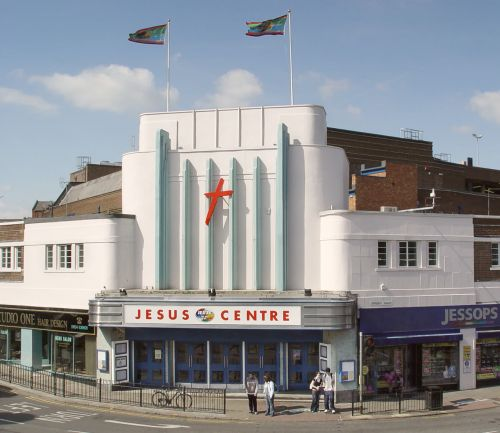
英国北安普敦的耶稣中心，建在前萨福依电影院上，1936年
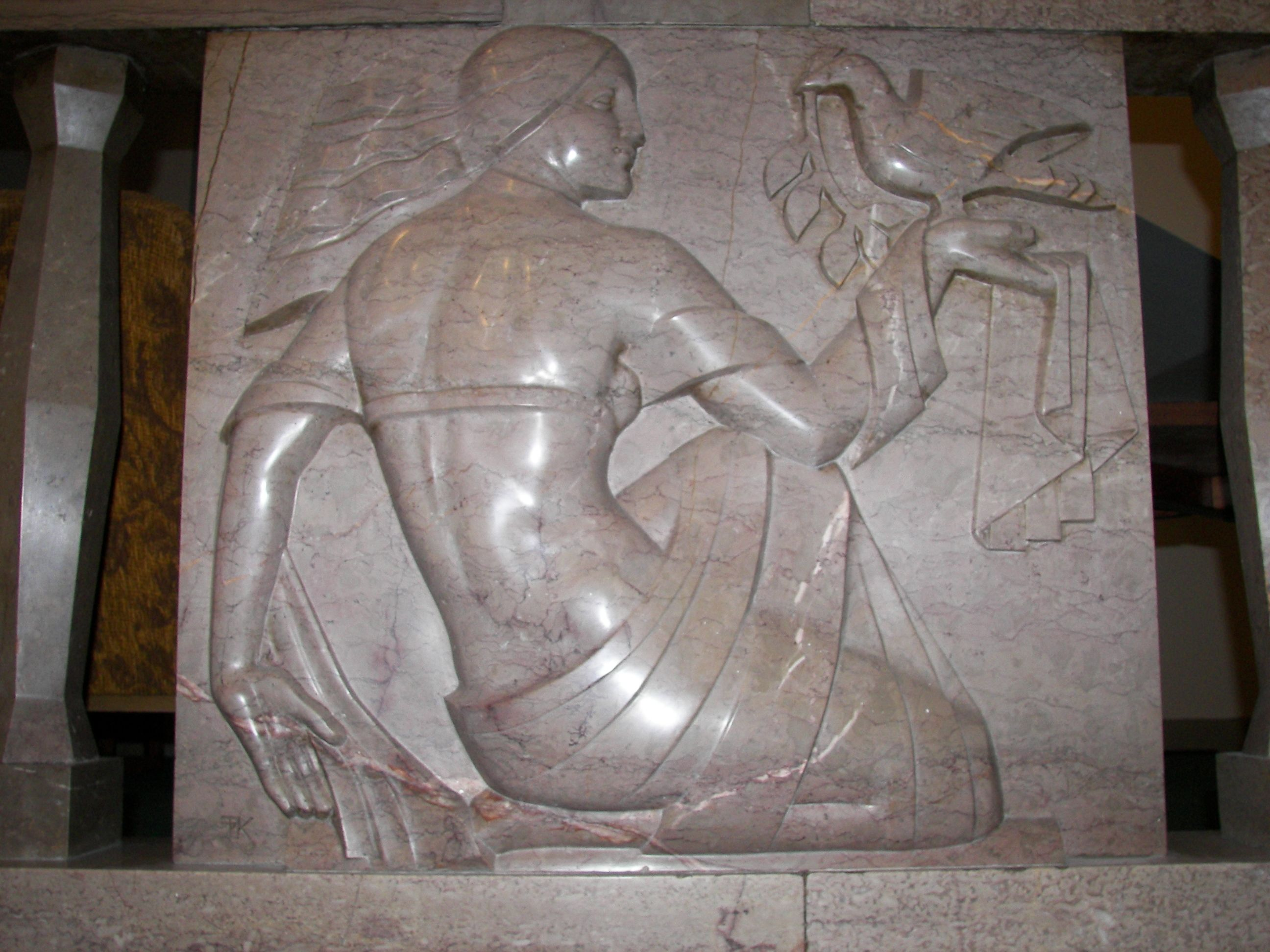
华沙波兰国会大厦的浅浮雕
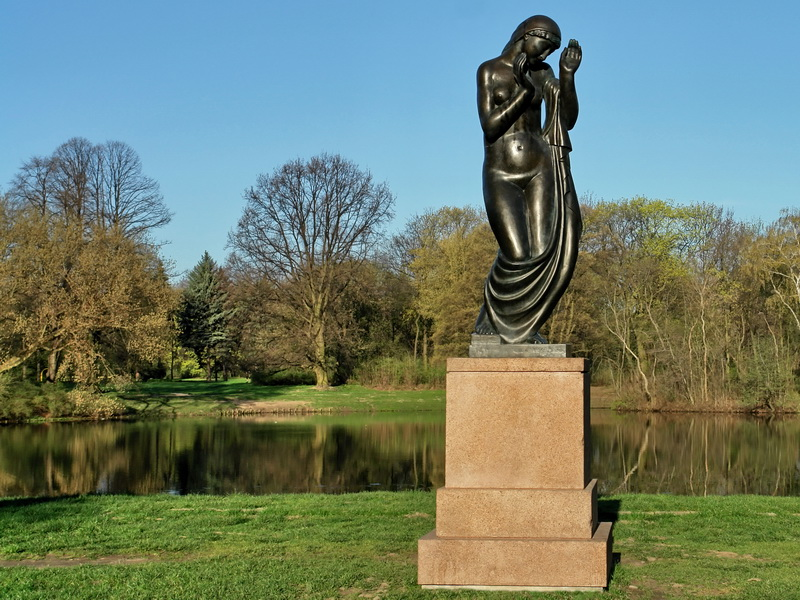
波兰华沙公园雕塑“韵律”，1925年
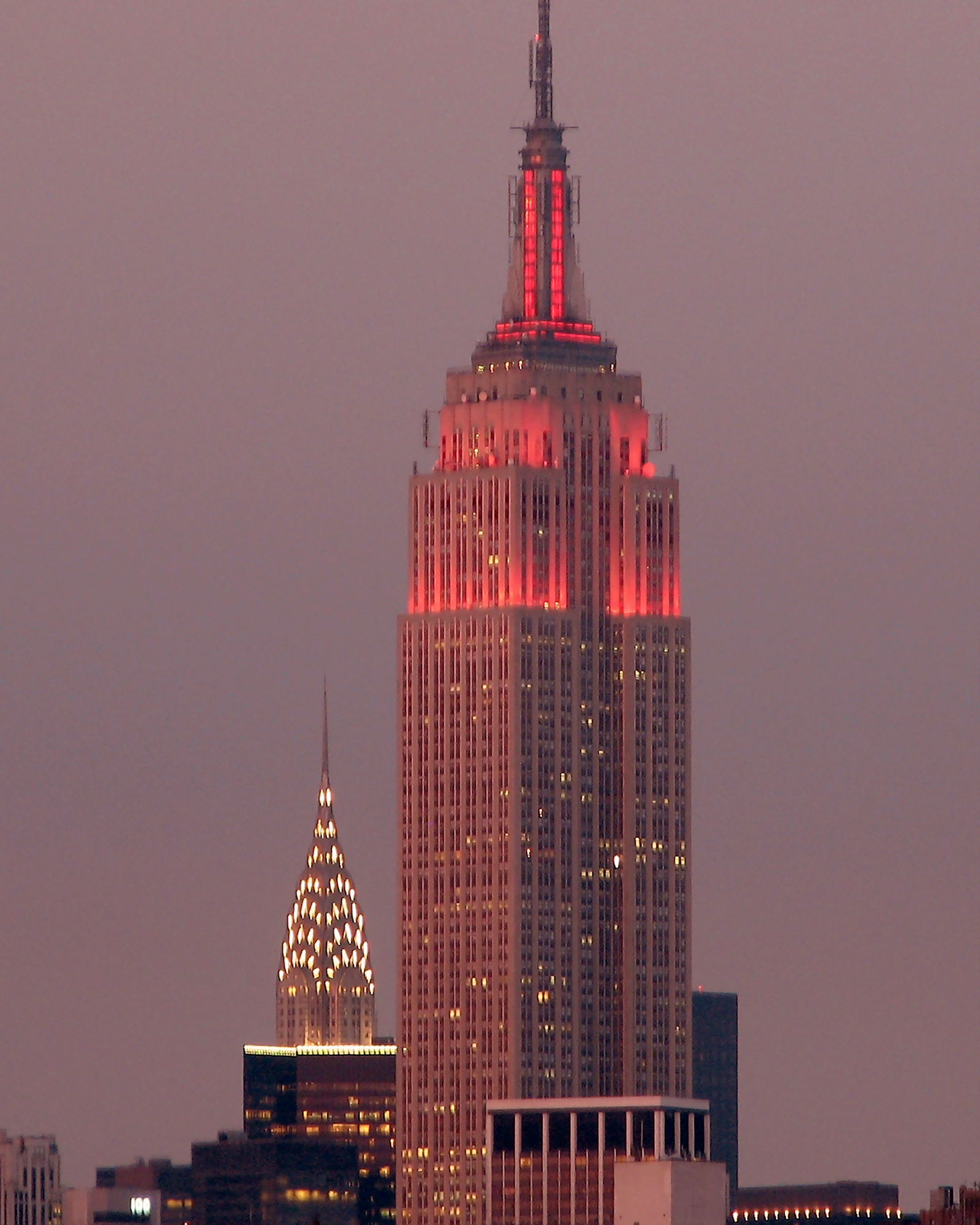
纽约帝国大厦，1930年
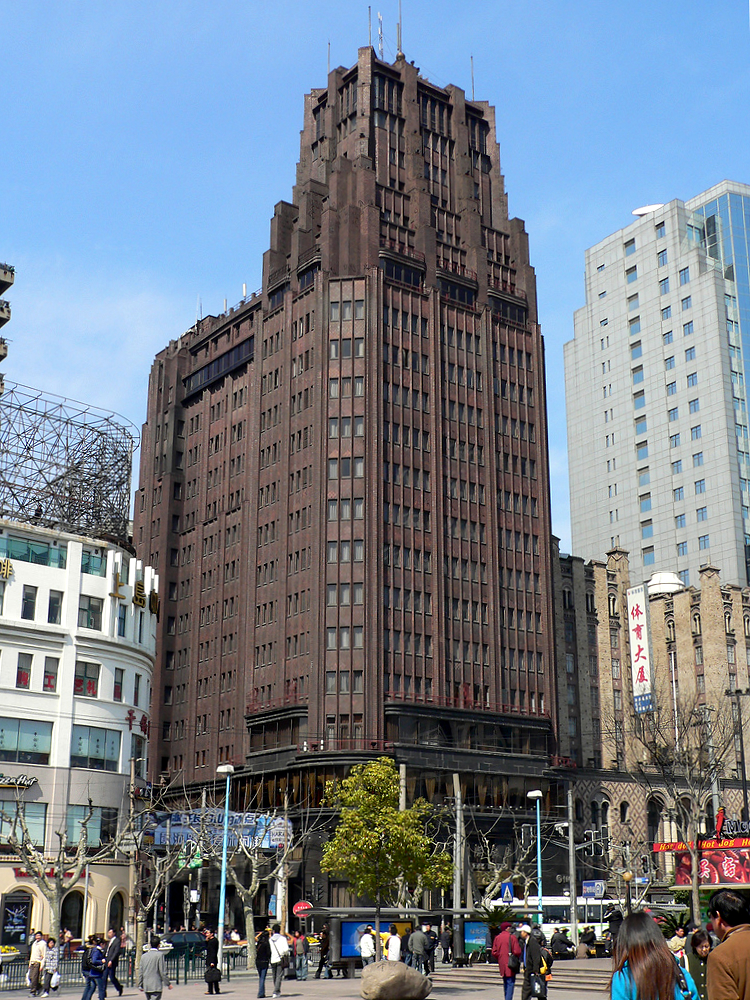
上海国际饭店，1934年